# Nowa Trybuna Opolska
Die Nowa Trybuna Opolska (NTO) ist eine regionale polnische Tageszeitung aus Oppeln.

## Geschichte
Die erste Ausgabe der Trybuna Opolska erschien am 1. Januar 1952, nachdem im Zuge einer Verwaltungsreform 1951 die Woiwodschaft Oppeln eingerichtet wurde und die Gründung einer Tageszeitung durch das Woiwodschaftskomitee der Arbeiterpartei PZPR beschlossen wurde. Zwischenzeitlich erschien die Zeitung unter dem Titel Trybuna Odrzańska (1975–1981). Nach der politischen Wende im Jahre 1989 wurde die NTO privatisiert. Der Inhaber Pro Media fand im November 1996 die norwegische Orkla Press Polska als neuen Gesellschafter. Seit dem 13. Juni 1999 wird die NTO in einer hauseigenen Druckerei der Pro Media gedruckt. Mittlerweile gehört der herausgebende Verlag zur polnischen Mecom-Gruppe.